# Алдерферова ЕПР теорија
Алдерферова ЕПР теорија је теорија из психологије коју је створио амерички психолог Клејтон Алдерфер, која се слаже са Масловом да код појединца постоји хијерархија потреба, али истиче да појединци имају само три групе потреба (егзистенцијалне потребе, потребе за повезивањем и потребе за растом) и да није нужно да се прво морају задовољити потребе нижег нивоа да би се тражило задовољење потреба вишег нивоа.
Алдерфер теорија се заснива на Масловљевој теорији хијерархије људских потреба, с тим што он мења ту хијерархију, стварајући ЕПР теорију (егзистенцијалне потребе, потребе за повезивањем и потребе за растом). Уређење ових категорија је слично као код Маслова. Егзистенцијалне потребе одговарају Масловљевим физиолошким и потребама за сигурношћу, потребе за повезивањем одговарају Масловљевим потребама за припадношћу и за уважавањем, и потребе раста одговарају Масловљевом потребом за самоостварењем.
Људске потребе сврстава у:
- Егзистенцијалне потребе (Existence needs) су потребе за храном, ваздухом, водом, платом, одређеним бенефицијама и радним условима.
- Потребе за повезивањем (Relatedness needs) су остваране стављањем и одржавањем добрих међуљудских односа са сарадницима, надређенима, подређенима, пријатељима и породицом.
- Потребе раста (Growth needs) су изражене намером појединца да пронађе могућности за јединствени лични развој, стварајући креативан или продуктиван допринос послу.

Алдерфер је такође предложио и теорију регресивности која је у складу са ЕПР теоријом, према којој се, у зависности од тога да ли су потребе једног нивоа задовољене или незадовољене, код особе могу јавити испуњење (прогресиван процес) или фрустрација (регресиван процес). Његово мишљење је да када код особе нису задовољене потребе вишег нивоа, тада особа почиње улагати двоструке напоре у потребе нижег нивоа. На пример, ако особа не успева да задовољи потребе за уважавањем или самоостварењем, онда ће особа уложити више напора у потребе за повезивањем, надајући се да тиме успети да задовољи потребу вишег нивоа. 